# Musculus rectus lateralis

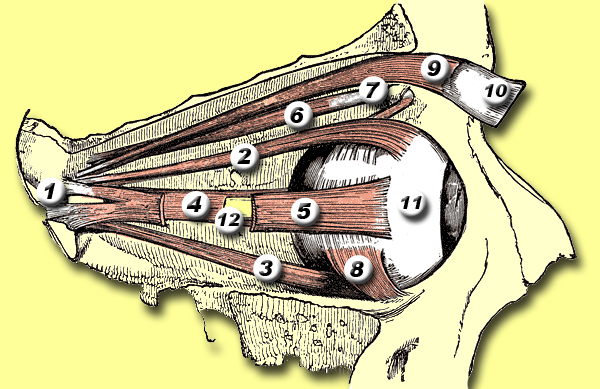
A szem izmai (az ötös számmal jelölt izom)

A musculus rectus lateralis egy izom az ember szemüregében.

## Eredés, tapadás, elhelyezkedés
Az annulus tendineus communis-ról ered és a szaruhártya (cornea) és az ínhártya (sclera) temporalis részétől 7 mm-re tapad.

## Funkció
Távolítja a szemet kifelé.

## Beidegzés
A nervus abducens idegzi be.